# 雷阿爾城省
雷阿爾城省（西班牙語：Provincia de Ciudad Real，發音：[θjuˈðað reˈal]）為西班牙中部的一個省份，位於卡斯蒂利亞-拉曼恰自治區的西南部。它的周圍有昆卡省、阿爾瓦塞特省、哈恩省、哥多華省、巴達霍斯省、以及托莱多省。它是西班牙面积第三大的省。首府為雷阿爾城。
雷阿爾城省面积19,813平方公里，2017年人口有502,578人。

## 历史
雷阿爾城省是1833年西班牙行政区划分中形成的省份之一，省名来自其省府和省内最大的城市。它的边缘和历史上托萊多王国的拉曼恰省多少一致。
1978年11月15日西班牙政府设立了卡斯蒂利亞-拉曼恰自治區。这个地区包括历史上卡斯蒂利亚的部分区域和拉曼恰省。1982年10月10日自治区正式生效。该地区分五个省，雷阿爾城省是其中之一。雷阿爾城省又分六个区。

## 地理
雷阿爾城省位于西班牙中部，是西班牙面积第三大省，总面积19813平方千米。它的北部是托萊多省，东北部昆卡省，东部阿爾瓦塞特省，南部是哥多華省和哈恩省，西部是巴達霍斯省。它西南部的安丘拉斯是一块飞地，夹在巴達霍斯省和托雷多省之间。首府是雷阿爾城。它位于拉曼恰高地上，其最高点是坎波德蒙铁尔，海拔900米。瓜地亞納河从东向西横贯雷阿爾城省，是省里最重要的河流。右岸的西圭拉河也是省内的大河。
雷阿爾城省的大部分面积干燥平坦，夏季凉爽，冬季非常寒冷，昼夜温差高。当地以农业为主，种植小麦、燕麦、大麦、甜菜和橄榄。畜牧业以牛和大群的羊为主。在瓜地亞納河和西圭拉河上流的河谷里有湿地，那里有许多湿地鸟类，在春秋两季有许多迁徙鸟类。
雷阿爾城省最大的城市是雷阿爾城，2014年人口普查时有居民74960人、普埃尔托利亚诺（50608人）、托梅略索（38080人）、阿尔卡萨尔德圣胡安（31650人）和巴尔德佩尼亚斯（30705人）。其它人口高于一万的市镇有曼萨纳雷斯、代米耶尔、拉索拉纳、米格尔图拉、坎波德克里普塔纳、索库埃利亚莫斯、博拉尼奥斯德卡拉特拉瓦和比利亚鲁维亚德洛索霍斯。
塔布拉斯德達伊米爾國家公園位于雷阿爾城省内。这是一个位于拉曼恰高原上周边干燥的湿地，面积2000公顷，是西班牙面积最小的国家公园。它也包括周边的一些干燥农地。加貝內羅斯國家公園部分位于雷阿爾城省，部分位于托萊多省，面积390平方千米，它的境内还有过去覆盖着西班牙这个地区的伊比利亚地中海森林的惨遗部分。
雷阿爾城省的中部是一片火山区，面积约5000平方千米，由300多个地质结构组成，其中包括火山口、火山穹丘和低平火山口，其高度可达1117米。最近的一次喷发在约公元前3600年。

## 交通
雷阿爾城省交通发达，它位于托萊多与安达卢西亚之间的主干线上。从马德里去安达卢西亚的4号公路从北到南纵贯全省，省会、普埃尔托利亚诺和其它城市通过43号和41号高速公路与4号相连。马德里－塞维利亚高速铁路也通过雷阿爾城省，并在雷阿爾城和普埃尔托利亚诺设站。2008年启用的雷阿爾城中心机场从2010年6月开始开通国际航线。但是机场有经济困难。2015年9月被出售。

## 图集

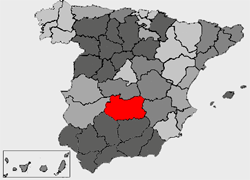
雷阿爾城省
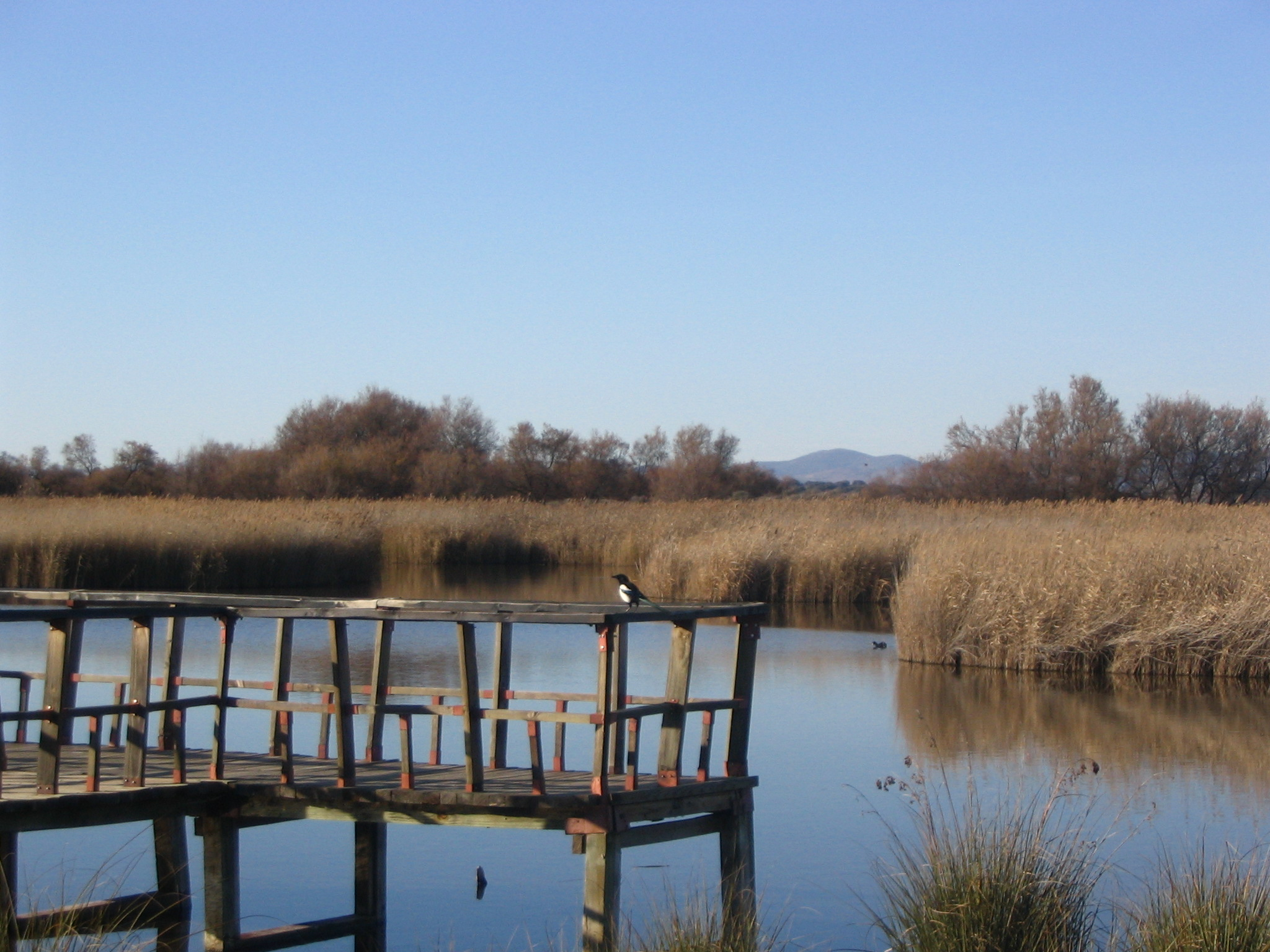
塔布拉斯德达伊米尔国家公园